# Reynaldo Mariani
Reynaldo Mariani (Buenos Aires, Argentina, 13 de enero de 1936 – Zapala, Neuquén, Argentina, 13 de agosto de 2004) fue un poeta y escritor argentino, reconocido por su papel central en la escena beatnik porteña de la década de 1960. Fue uno de los fundadores del Grupo Opium, un colectivo literario y artístico que integró una corriente contracultural influida por el movimiento beat estadounidense en el contexto argentino.

## Primeros años e influencias
Reynaldo Mariani nació en Buenos Aires y fue sobrino del escritor Roberto Mariani, autor de Cuentos de la oficina. En la casa de su tío entró en contacto con autores como Máximo Gorki, Fiódor Dostoievski y James Joyce, y comenzó a escribir a los 15 años, realizando lo que él mismo definió como "horribles imitaciones" de Edgar Allan Poe.
Adoptó una ortografía personal, reemplazando la letra "y" por la "i", y firmaba sus textos como «mariani», en minúscula y sin nombre de pila, bajo la idea de que "los nombres no definen a la persona".

## El Grupo Opium y la escena beatnik porteña
Durante la década de 1960, Reynaldo Mariani fue una figura destacada en la vida cultural de Buenos Aires, participando de manera activa en lecturas, encuentros y publicaciones, y frecuentando bares del Bajo porteño como el Bar Moderno, ubicado en la calle Maipú. Este espacio, junto con el Instituto Di Tella y otros ámbitos culturales situados en la denominada “Manzana Loca” (delimitada por las calles Marcelo T. de Alvear, Leandro N. Alem, Maipú y Avenida Córdoba), constituyó uno de los principales puntos de reunión de la bohemia intelectual y artística porteña de aquellos años.

Mariani fue uno de los fundadores del Grupo Opium, un colectivo literario y artístico que formó parte de un fenómeno contracultural sin precedentes en América Latina, influido por el movimiento beat estadounidense y sus principales figuras: Jack Kerouac, Allen Ginsberg, William S. Burroughs, Gregory Corso y Lawrence Ferlinghetti. En Argentina, la difusión de estas influencias estuvo estrechamente ligada a la labor de Miguel Grinberg, quien se desempeñó como escritor, traductor y editor, y mantuvo contacto con diversos exponentes de la Generación Beat, además de participar activamente en los circuitos culturales afines al Grupo Opium.

Grupo Opium. De izquierda a derecha: Isidoro Laufer, Ruy Rodriguez, Sergio Mulet y Reynaldo Mariani

El principal órgano de expresión del colectivo fue la revista Opium, que publicó cuatro números y adoptó como lema una frase de Ezra Pound: “Cantemos al amor y al ocio, nada más merece ser habido”. Entre sus miembros más activos se encontraban Ruy Rodríguez, Sergio Mulet e Isidoro Laufer, junto a Marcelo Fox, los hermanos Miguel y Leopoldo Bartolomé, y Mario Satz. Aunque los integrantes del grupo no se identificaban formalmente con la denominación “beatnik”, aceptaron su uso por la visibilidad que generaba en los medios y por las ventajas circunstanciales que reportaba. Según Mariani, esa etiqueta les permitía, por ejemplo, “chupar gratis”.
En su momento, las publicaciones culturales identificaron al Grupo Opium como el núcleo de lo que denominaron la “Beat Generation Argentina”, el “Swinging Pampa” o el “Buenos Aires Beat”. Sin embargo, los miembros del grupo sostenían que no se trataba de una simple imitación de las vanguardias extranjeras, como el Grupo Fluxus en Nueva York o el Grupo Pánico en París, sino de una expresión propia, contemporánea a esos movimientos, configurada a partir de las condiciones sociales, políticas y culturales de la Argentina.
El Grupo Opium desarrolló una propuesta estética orientada a cuestionar las convenciones del campo literario local, en particular aquellas asociadas a la tradición académica y al compromiso político militante. A diferencia de otros círculos intelectuales porteños, cercanos a la Revolución Cubana y a posiciones de izquierda, sus integrantes adoptaron una postura generalmente desvinculada de la militancia partidaria, con énfasis en la exploración poética, existencial y espiritual. Esa orientación contracultural se expresaba también en el rechazo de las normas académicas, los circuitos institucionales y las exigencias del mercado editorial.
La escritura del grupo, de tono confesional e inconformista, se caracterizaba por un lenguaje directo, veloz y rítmico, influido por la cadencia del jazz bebop, y buscaba desplegar una “poesía de la existencia inmediata” que transformara lo cotidiano a partir de una alta intensidad expresiva. Además, promovían una actitud crítica frente a las normas establecidas y experimentaban con nuevas formas poéticas, privilegiando el ritmo, la sonoridad y la ruptura con las estructuras literarias tradicionales.
El manifiesto de Opium, publicado en su revista, sintetizaba esa posición: “Porque no somos ángeles, porque no somos santos, porque no somos buenos vecinos; porque somos inútiles, porque somos escritores que no escriben... porque estamos completamente equivocados y porque no queremos competir ni triunfar en la vida y ser alguien”. En otro pasaje afirmaban: “Nos conocimos orinando en baños donde leímos que Perón o Tarzán nos salvarían; nos miramos a los ojos y sonreímos: ninguno quería ser salvado”.
La experiencia del Grupo Opium constituyó un caso único dentro del panorama cultural de América Latina. No se registraron expresiones comparables vinculadas a la Generación Beat en otros países de la región, lo que convirtió al fenómeno argentino en una manifestación singular y sin equivalentes en el ámbito hispanoamericano, tanto por su apropiación de las influencias del movimiento beat estadounidense como por el modo en que las reformuló desde una perspectiva local, bohemia y contracultural.

## Exilio y vuelta a la Argentina

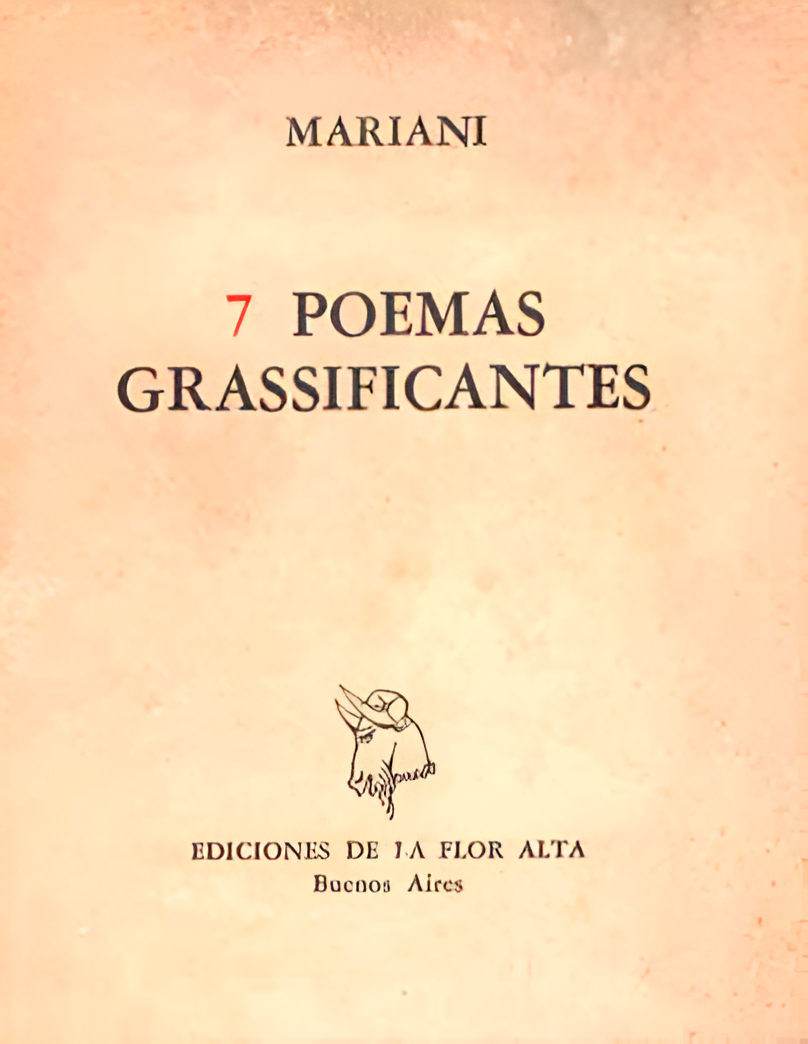
Portada de 7 poemas grassificantes

A comienzos de la década de 1970, Reynaldo Mariani decidió abandonar la Argentina como consecuencia del clima de creciente tensión y violencia política que anticipaba la última dictadura cívico-militar, que tomó el poder en marzo de 1976. Se instaló en Brasil, donde permaneció durante casi dos décadas, viviendo en las ciudades de São Paulo, Río de Janeiro y Búzios. Durante su estadía en Brasil, Mariani publicó la revista Maconha Press y el libro 7 Poe Mas. En ese período, fue padre de una hija y trabajó en diversos oficios, entre ellos como vendedor en una zapatería. Sin embargo, su adicción al alcohol condicionó gravemente su vida personal y laboral, derivando en prolongados períodos de indigencia, en los que vivió en la vía pública, durmió en estaciones de ómnibus y sobrevivió mendigando.
Hacia fines de la década de 1990, luego de permanecer internado durante siete meses en un hospital psiquiátrico a causa de su alcoholismo, su hermano Atilio Mariani viajó a Brasil para trasladarlo nuevamente a la Argentina. Poco después, intentó establecerse en Madrid, donde proyectó sin éxito la publicación de la revista de poesía La Damajuana. Finalmente, en 1996 se radicó en la ciudad de Zapala, provincia de Neuquén, donde transcurrieron sus últimos años.

## Últimos años y fallecimiento
Tras su regreso definitivo a la Argentina a mediados de la década de 1990, Reynaldo Mariani se radicó en la ciudad de Zapala, en la Provincia de Neuquén. En esa localidad se convirtió en una figura referencial dentro del ámbito cultural patagónico, actuando como animador de encuentros literarios y mentor para jóvenes poetas de la región, quienes lo apodaban “el Magno” o simplemente “Maestro”.
A pesar del progresivo deterioro de su salud, consecuencia de un cáncer en la boca y de su prolongado alcoholismo, continuó escribiendo y publicando de manera artesanal. Entre sus iniciativas se destacó la revista De Culo al Barro, elaborada y difundida en circuitos locales.
Reynaldo Mariani falleció en Zapala el 13 de agosto de 2004.

## Producción literaria
La producción de Reynaldo Mariani estuvo compuesta principalmente por libros de poesía y colaboraciones en distintas revistas y publicaciones literarias de la época. Una parte considerable de esa obra se encuentra actualmente perdida. Incursionó también en la dramaturgia, con piezas breves como Sub y La felicidad de ser felices, que no llegaron a estrenarse y cuyo paradero se desconoce. Fue conocido por su rigor en la autocorrección de sus propios textos, práctica que denominaba “el infierno de las correcciones”. En relación con su escritura, sostenía que el ritmo, o swing, era un criterio esencial para valorar un texto. Si bien mostraba escaso interés por construir una trayectoria literaria formal o consolidar una imagen pública como autor, atribuía gran importancia tanto al destino de sus escritos como a la circulación de su obra.
Además de su labor literaria, Mariani participó en otras expresiones culturales vinculadas al ambiente contracultural porteño de los años 60. En ese marco, integró el elenco del largometraje Tiro de gracia (1969), dirigido por Ricardo Becher. La película, reconocida como una de las producciones representativas de la contracultura local de la época, contó con la participación de varios integrantes del Grupo Opium y del ámbito beatnik, entre ellos Sergio Mulet, quien se desempeñó como protagonista y guionista de la obra. El film se basó en la novela homónima de Mulet, considerada la obra narrativa más significativa vinculada a la movida beatnik argentina, tanto por su retrato de una generación de jóvenes escritores, artistas y bohemios como por su carácter anticipatorio respecto de las tensiones políticas y sociales que atravesarían al país en la década siguiente.

## Legado

Portada de Prolegómenos, mamotretos y reluctancias

Reynaldo Mariani fue considerado una figura marginal pero con presencia constante en la literatura argentina del siglo XX. Durante más de cincuenta años, su obra permaneció fuera del canon y al margen de los circuitos literarios convencionales, hasta que comenzó a revalorizarse en años recientes. En ese proceso, la publicación de Argentina Beat: Derivas literarias de los grupos Opium y Sunda (2016), compilado por Federico Barea, recuperó manifiestos, poesía y narrativa breve de los colectivos contraculturales surgidos en Buenos Aires durante la década de 1960. Por su parte, Prolegómenos, mamotretos y reluctancias (2016) reunió una selección de poemas de Mariani, junto con materiales críticos y referencias vinculadas a su trayectoria.
Mariani fue reconocido como un “verdadero creador”, caracterizado por su rechazo de las convenciones literarias y sociales, y por una actitud vital insumisa y provocadora. Según testimonios de sus contemporáneos, desafiaba a sus interlocutores y evitaba satisfacer expectativas convencionales, priorizando la vivencia personal y la autenticidad sobre la proyección pública o el prestigio literario. Fue definido como un “lumpen” en el sentido de alguien dueño de una espiritualidad singular, que colocaba la conducta y la libertad personal por encima del conformismo social. Su vida ha sido descripta como una “agitada travesía” marcada por la bohemia, la poesía, la marginalidad y el alcohol, y su vida se constituyó en ejemplo de integridad artística y compromiso con una práctica creativa desligada de las normas y circuitos institucionalizados de la literatura argentina.

## Obra
- 7 historias bochornosas (1968) – Editorial Sudamericana
- 7 poemas grassificantes (1973) – Ediciones de la Flor Alta
- 7 Poe Mas (1973)
- Travesías (1997)
- A secas? Antología poética (2006) – Ediciones de la Grieta
- Prolegómenos, mamotretos y reluctancias (2014) – Ediciones de la grieta